# Salang Alas
Salang Alas is een bestuurslaag in het regentschap Aceh Tenggara van de provincie Atjeh, Indonesië. Salang Alas telt 230 inwoners (volkstelling 2010).